# Aegiochus symmetrica
Aegiochus symmetrica är en kräftdjursart som först beskrevs av Richardson 1905.  Aegiochus symmetrica ingår i släktet Aegiochus och familjen Aegidae. Inga underarter finns listade i Catalogue of Life.